# Montenegro al Festival de la Cançó d'Eurovisió Júnior
Montenegro va ser un dels països que van debutar al Festival de la Cançó d'Eurovisió Júnior en 2014.
El 18 de juliol de 2014, la televisió pública de Montenegro va confirmar inesperadament el seu debut al Festival de la Cançó d'Eurovisió Júnior 2014, el qual va suposar la seva primera participació com a país independent, ja que prèviament (en 2005) va fer-ho com a part de Sèrbia i Montenegro.

## Història
Abans del referèndum d'independència de Montenegro el 2006 que va culminar amb la dissolució de Sèrbia i Montenegro, ambdues nacions solen competir al Festival de la Cançó d'Eurovisió Junior i al Festival de la Cançó d'Eurovisió com Sèrbia i Montenegro. Sèrbia va ser la primera de les dues nacions a competir al Festival de la Cançó d'Eurovisió Júnior fent el seu debut al Festival de la Cançó d'Eurovisió Júnior 2006.
El 18 de juliol de 2014, es va anunciar que Montenegro debutaria al Festival de la Cançó d'Eurovisió Junior 2014 com a nació independent. El 21 d'agost de 2014, es va revelar que la cantant montenegrina de 14 anys Maša Vujadinović i la cantant montenegrina nord-americana de 12 anys Lejla Vulić representarien la nació al concurs amb la cançó "Budi dijete na jedan dan". (Montenegro: Буди дијете на један дан). El sorteig de l'ordre d'execució del concurs va tenir lloc el 9 de novembre de 2014, i Montenegro va ser el 10è lloc al concurs del 15 de novembre, després d'Eslovènia i abans d'Itàlia. Al tancament de la votació, Montenegro va quedar 14è en un camp de 16 cançons, anotant 24 punts.

## Participacions
Llegenda
| Any                                   | Seu     | Artista       | Cançó                      | Lloc | Punts |
| ------------------------------------- | ------- | ------------- | -------------------------- | ---- | ----- |
| 2014                                  | Marsa   | Maša & Lejla  | «Budi dijete na jedan dan» | 14   | 24    |
| 2015                                  | Sofia   | Jana Mirković | «Oluja»                    | 13   | 36    |
| No hi va participar entre 2016 i 2024 |         |               |                            |      |       |
| 2025                                  | Tbilisi |               |                            |      |       |